# Mercedes-Benz Cito
A Mercedes-Benz Cito egy alacsonypadlós midibusz, melyet az EvoBus gyártott 1999 és 2003 között. Az autóbusz három változatban volt kapható: ezek hossza rendre 8,1, 8,9 illetve 9,6 méter, szélességük 2,35 méter, befogadókészségük pedig rendre 31, 34 illetve 38 fő.

## Magyarországon
A busz Magyarországon a következő településeken volt használatban:
- Nyírbátorban a Szaki-Tours kft. üzemeltetett egyet a típusból (LND-366). Az autóbuszt ismeretlen időpontban selejtezték.
- Kistarcsán 2009 és 2014 között a Szekér Transz'99 Bt. üzemeltetett 1-1 darabot. Az autóbuszokat eladták a Szaki-Tours kft.-nek.
- Kerepesen utóbbi cég üzemeltetett egy Citót.
- Budaörs helyi járatán a VT-Transsman üzemeltetett Citókat.
- Komáromban az Impex-Busz kft. üzemeltetett citókat. Az autóbuszok korábban az AsiaCenter busz (Budapest) vonalán közlekedtek.
- Isaszeg helyi járatán a Pa-Nam Travel Kft. üzemeltetett egy Citót.
- Balaton Volán Zrt. üzemeltetett 3 darabot. 2-t Veszprémben és 1-et Balatonfüreden.

## Fordítás
Ez a szócikk részben vagy egészben  a   Mercedes-Benz Cito című angol Wikipédia-szócikk ezen változatának fordításán alapul.  Az eredeti cikk szerkesztőit annak laptörténete sorolja fel. Ez a jelzés csupán a megfogalmazás eredetét és a szerzői jogokat jelzi, nem szolgál a cikkben szereplő információk forrásmegjelöléseként.